# 蒙费朗
蒙费朗（法語：Montferrand，法語發音：[mɔ̃fɛʁɑ̃] ⓘ）是法国奥德省的一个市镇，属于卡尔卡松区。

## 地理
蒙费朗（43°21'51"N, 1°49'10"E）面积17.93 平方千米，位于法国奧克西塔尼大區奥德省，该省份为法国南部沿海省份，北起塔恩省，西北接上加龙省，西接阿列日省，南至东比利牛斯省，东临地中海，东北与埃罗省接壤。
与蒙费朗接壤的市镇（或旧市镇、城区）包括：艾鲁、巴赖涅、昂茹堡、蒙莫尔、阿维尼奥内洛拉盖。

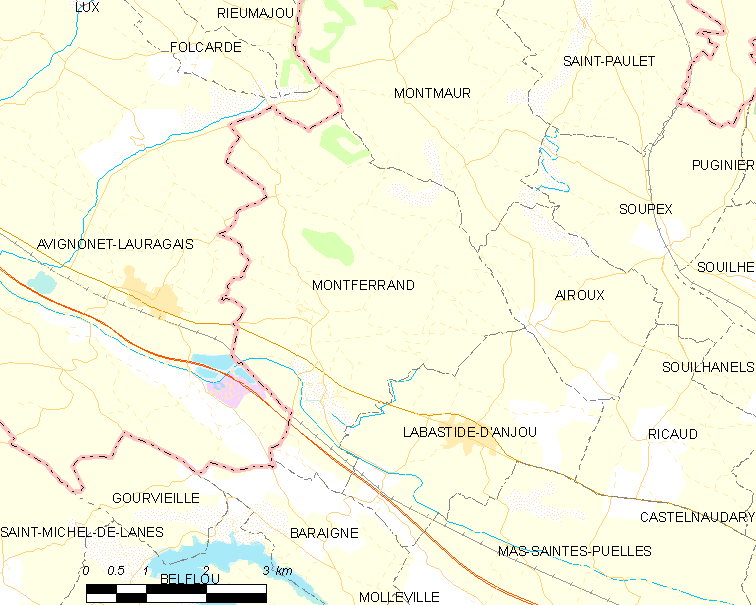
蒙费朗的OSM定位图

蒙费朗的时区为UTC+01:00、UTC+02:00（夏令时）。

## 行政
蒙费朗的邮政编码为11320，INSEE市镇编码为11243。

## 政治
蒙费朗所属的省级选区为绍里安盆地县。

## 人口

1962-2008年间蒙费朗人口变化图示

蒙费朗于2022年1月1日时的人口数量为648人。